# Kaštel Kambelovac
Kaštel Kambelovac is een plaats in de gemeente Kaštela in de Kroatische provincie Split-Dalmatië. De plaats telt 4.505 inwoners (2001).

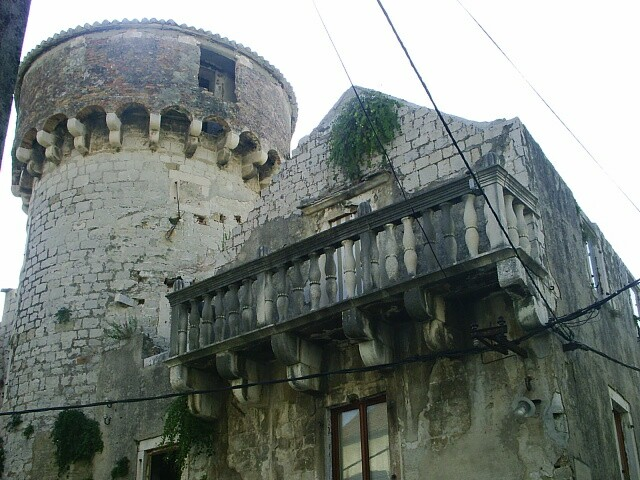
Kaštel Kambelovac